# Deeptronica
Deeptronica es un segundo material compuesto por el artista Vince Clarke, publicado sólo en internet en 2009.
La carátula tiene un casco que dice Deeptronica y debajo del nombre dice "Eargonomic Sci-Fi Allied Binary Odes", algo así como las Odas para el oído, de ciencia ficción, binarias aliadas. Las grabaciones que contiene son solo para uso profesional, no para venta general al público, el contenido de audio está marcado digitalmente y es objeto de monitoreo.

## Listado de canciones
1. Ahead the Curve
2. The Nth Degree
3. Gravitational Pull
4. Love Hertz
5. Second Sight
6. Plazma Force
7. Uncertainty Principle
8. Neutral Zone
9. Radiation Invasion
10. Future Tense
11. Dark Matter
12. Out of The Box
13. Immune Syndrome
14. Time Square
15. Frame of Mind

## Créditos
Todos los temas fueron compuestos por Vince Clarke.